# Stichaeopsis epallax
Stichaeopsis epallax is een straalvinnige vissensoort uit de familie van stekelruggen (Stichaeidae). De wetenschappelijke naam van de soort is voor het eerst geldig gepubliceerd in 1902 door Jordan & Snyder.